# コヤブタバコ
コヤブタバコ（小藪煙草、学名：Carpesium cernuum）は、キク科ガンクビソウ属の越年草。

## 特徴
茎は太く直立して、高さ50-100cmになり、まばらに多くの枝を出し、全体に軟毛が密生する。根出葉は花時には枯れている。茎につく葉は互生し、下部の葉はさじ状長楕円形で、長さ9-25cm、幅4-5cmになり、先端は鋭くとがり、基部はくさび形で翼のある葉柄に流れ、縁には不ぞろいな微凸な鋸歯があり、葉質はやわらかく軟毛におおわれる。茎葉は上部にいくにしたがって次第に小さくなり、鋸歯が低くなり、葉柄も短くなる。
花期は7-9月。枝の先端に下向きに開く頭状花序をつける。頭花の基部には、長さ2-5cmの緑色をした線状倒披針形の葉状苞が多数つく。総苞は半球形で長さ7-8mm、径15-18mmになり、すべて筒状花からなる。総苞片はほぼすべて同じ長さ、外片は葉状で先はやや反曲し、内片は乾膜質で白い。花冠は緑白色で黄色にはならない。果実は痩果で、長さ4.5-5mmの円柱形になり、腺があって粘り、冠毛はない。染色体数は2n=40。
オオガンクビソウ C. macrocephalum に似るが、同種よりも葉や頭花が小さく、暖温帯に広く分布する。

## 分布と生育環境
日本では、北海道、本州、四国、九州、琉球に分布し、山野の疎林内や林縁にふつうに生育する。国外では東アジアからインド北西部、東ヨーロッパまで、また東南アジアからマレーシアまで広く分布する。

## 名前の由来
和名コヤブタバコは「小藪煙草」の意で、小型のヤブタバコ C. abrotanoides の意味である。しかし、名前とは逆に、頭花はヤブタバコより大きい。
種小名（種形容語）cernuum は「点頭した」「前かがみの」の意味。

## 和名の混乱
牧野富太郎は、本種「コヤブタバコ」こそが本来の「ガンクビソウ（雁首草）」と考え、ガンクビソウ C. divaricatum var. divaricatum に「キバナガンクビソウ」の和名を与え、コヤブタバコをガンクビソウとした。しかし、「キバナガンクビソウ」の名前は、ガンクビソウ C. divaricatum var. divaricatum の別名として扱われているか、別名としての記載がないものがある。

## ギャラリー

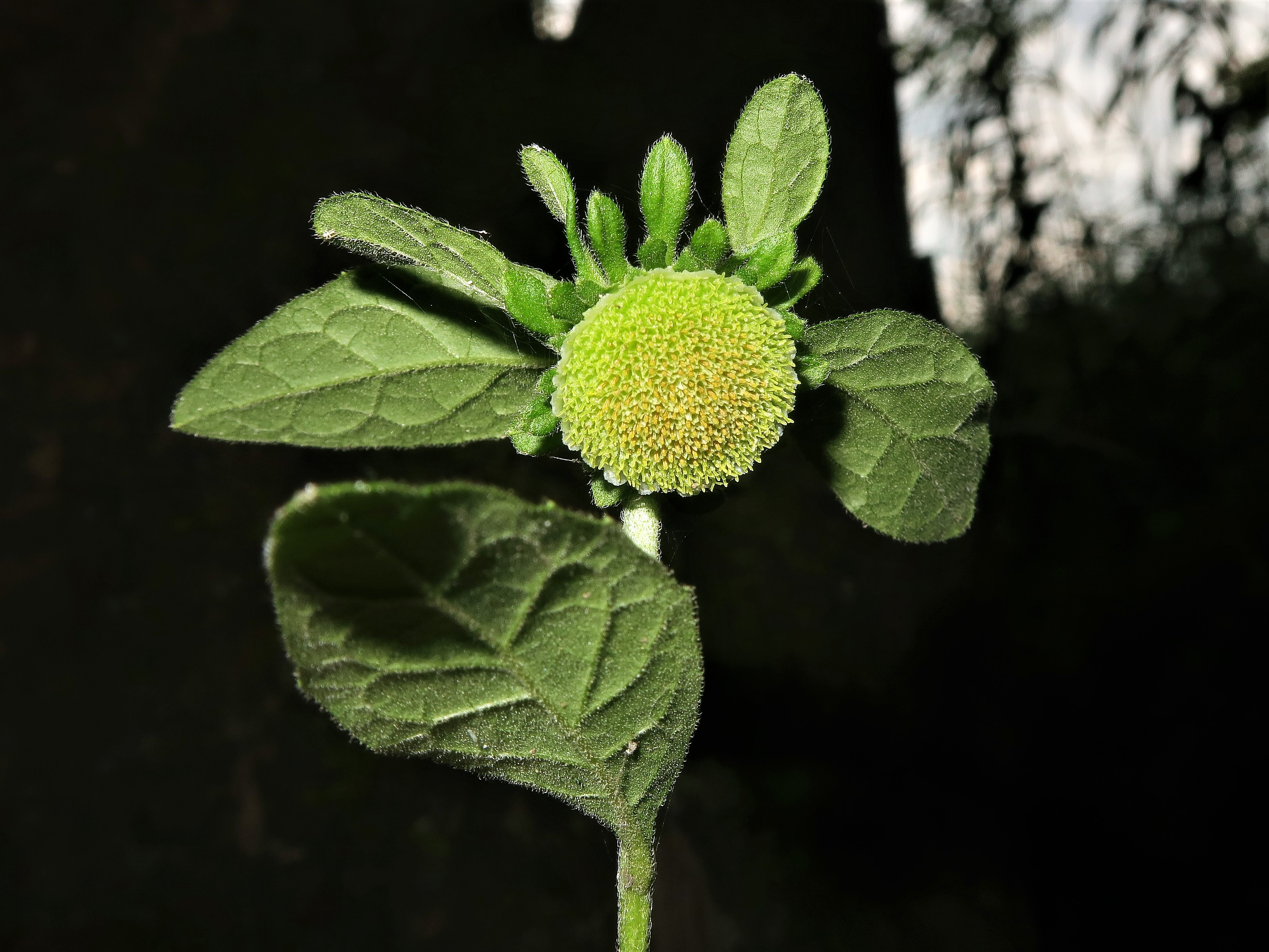
頭状花序は径18mm。花冠は緑白色になる。
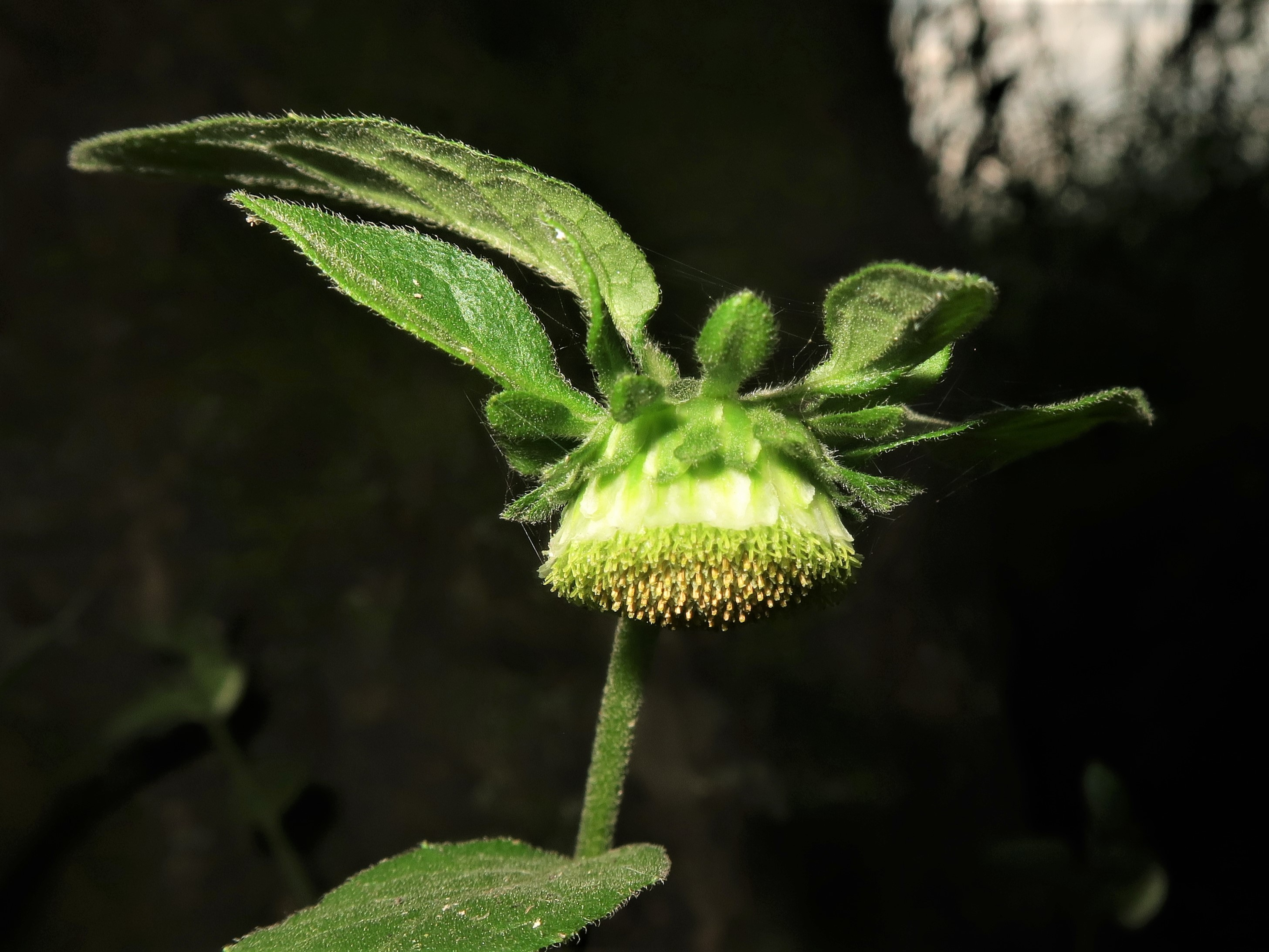
総苞は半球形。総苞外片は葉状で先はやや反曲し、総苞内片は乾膜質で白い。
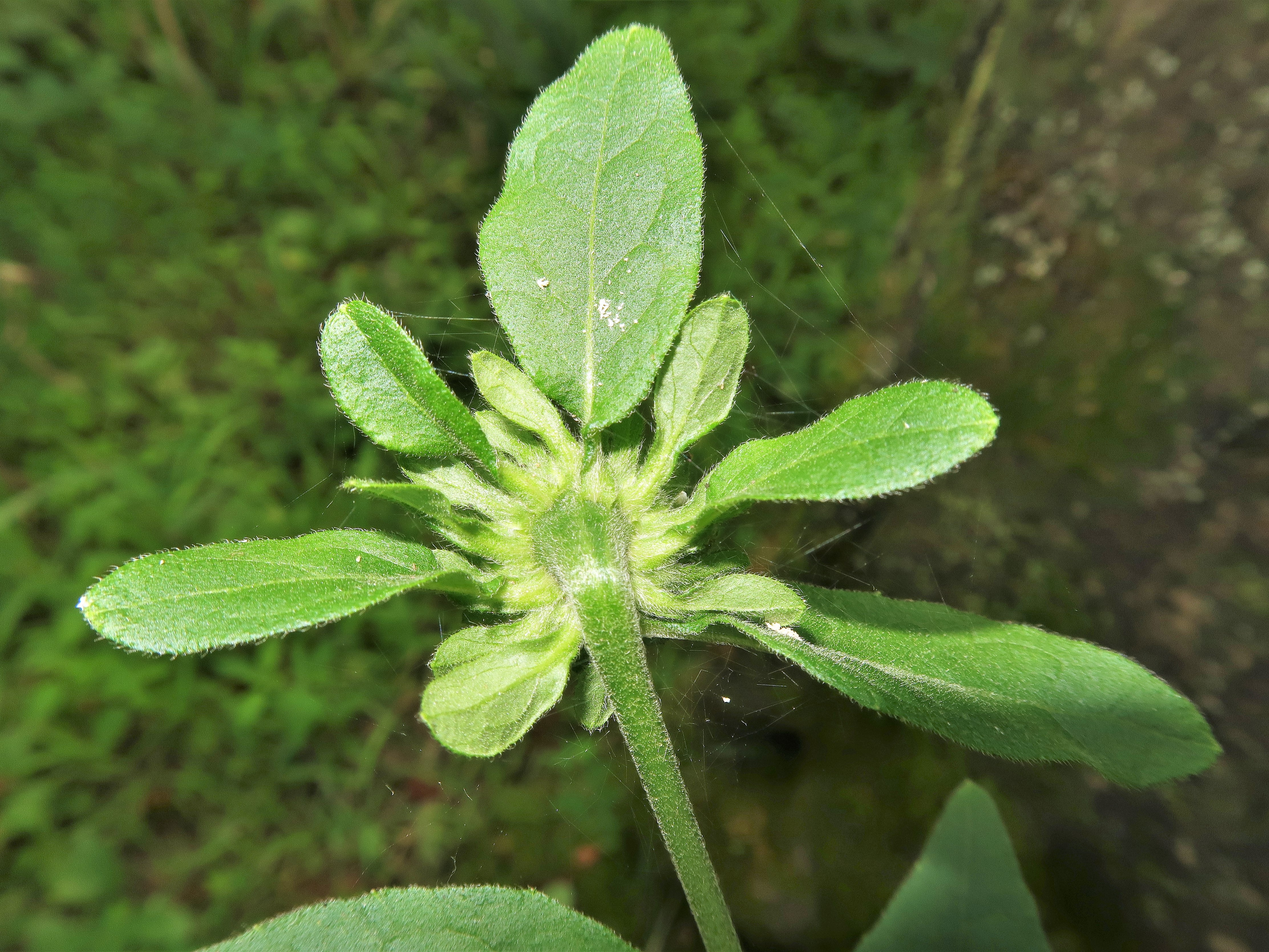
花の裏面。頭花の基部に緑色の葉状苞が多数つく。
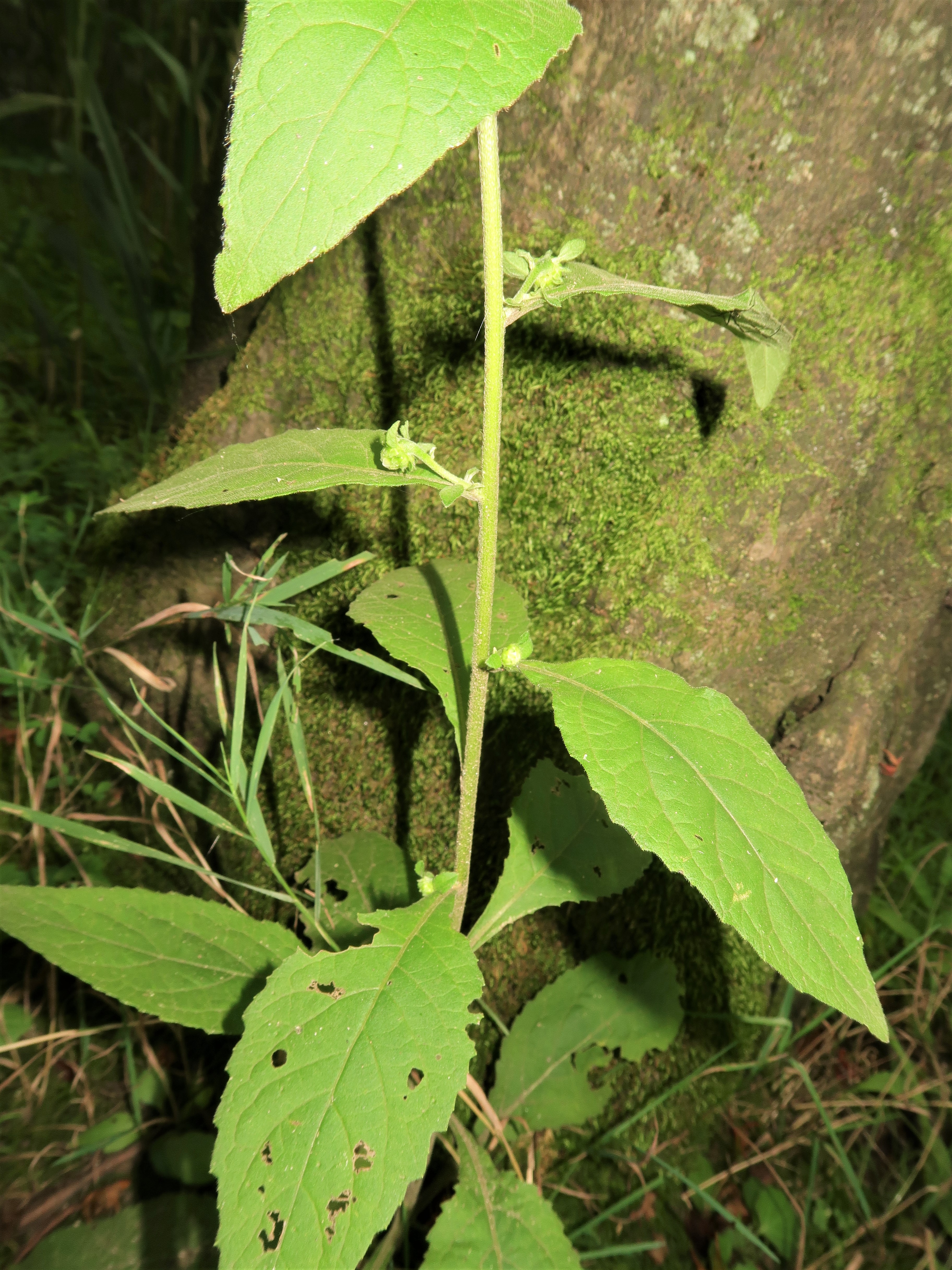
茎中部の葉は下部の葉より葉柄が短い。全体に軟毛が密生する。